# Dzięgielewo (Czerwonka)
Dzięgielewo – część wsi Czerwonka w Polsce, położona w województwie wielkopolskim, w powiecie kolskim, w gminie Chodów.
W latach 1975–1998 Dzięgielewo administracyjnie należało do województwa konińskiego.